# Kinkaku-ji

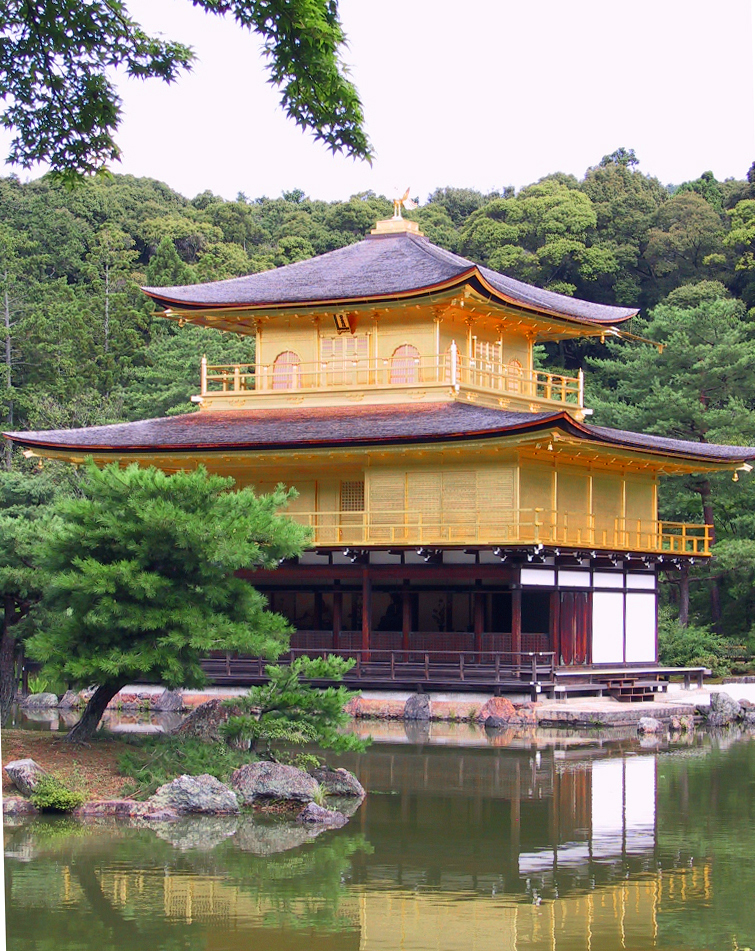
Kinkaku, der Goldene Pavillon

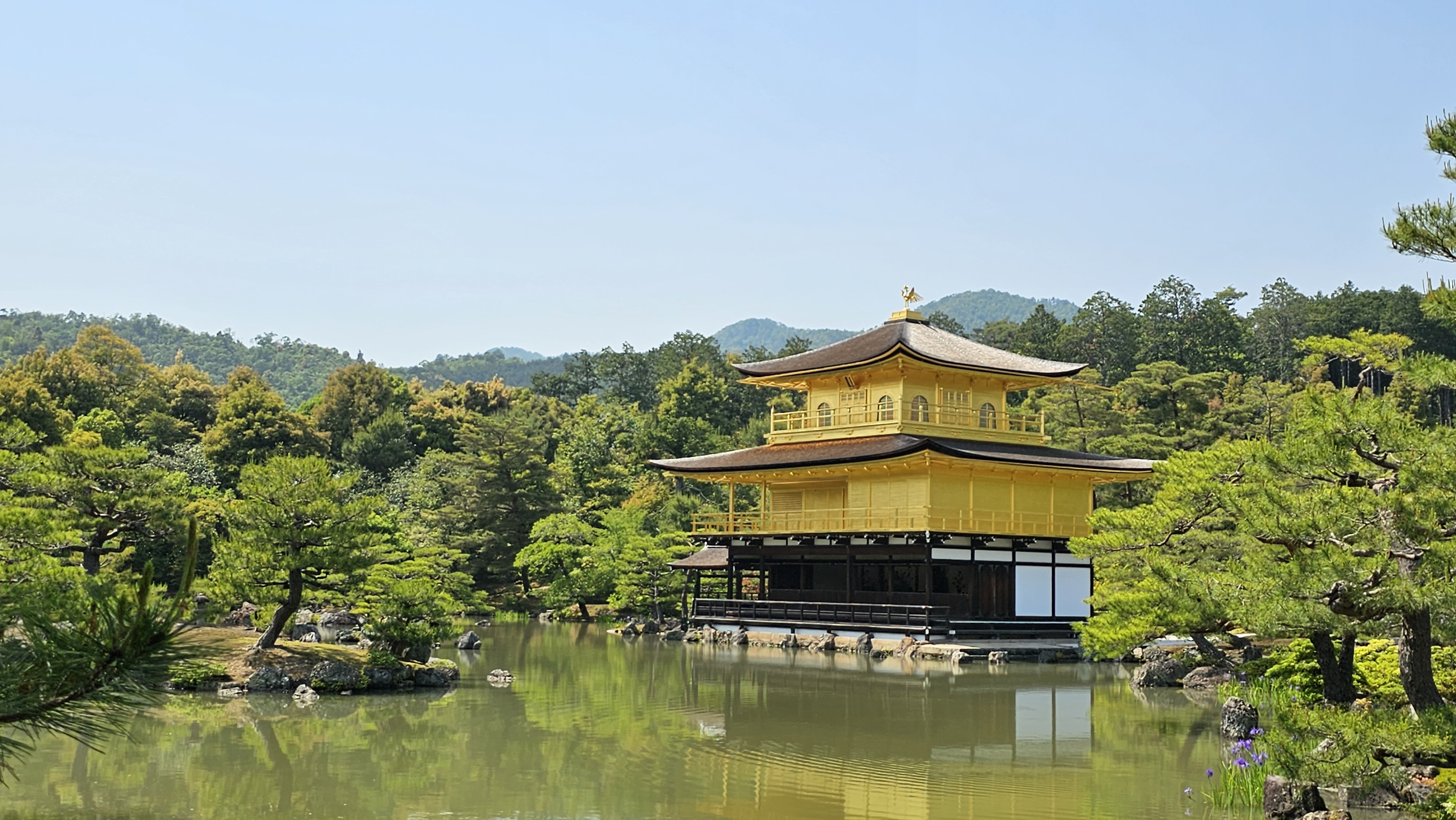
Kinkaku-ji im Frühsommer

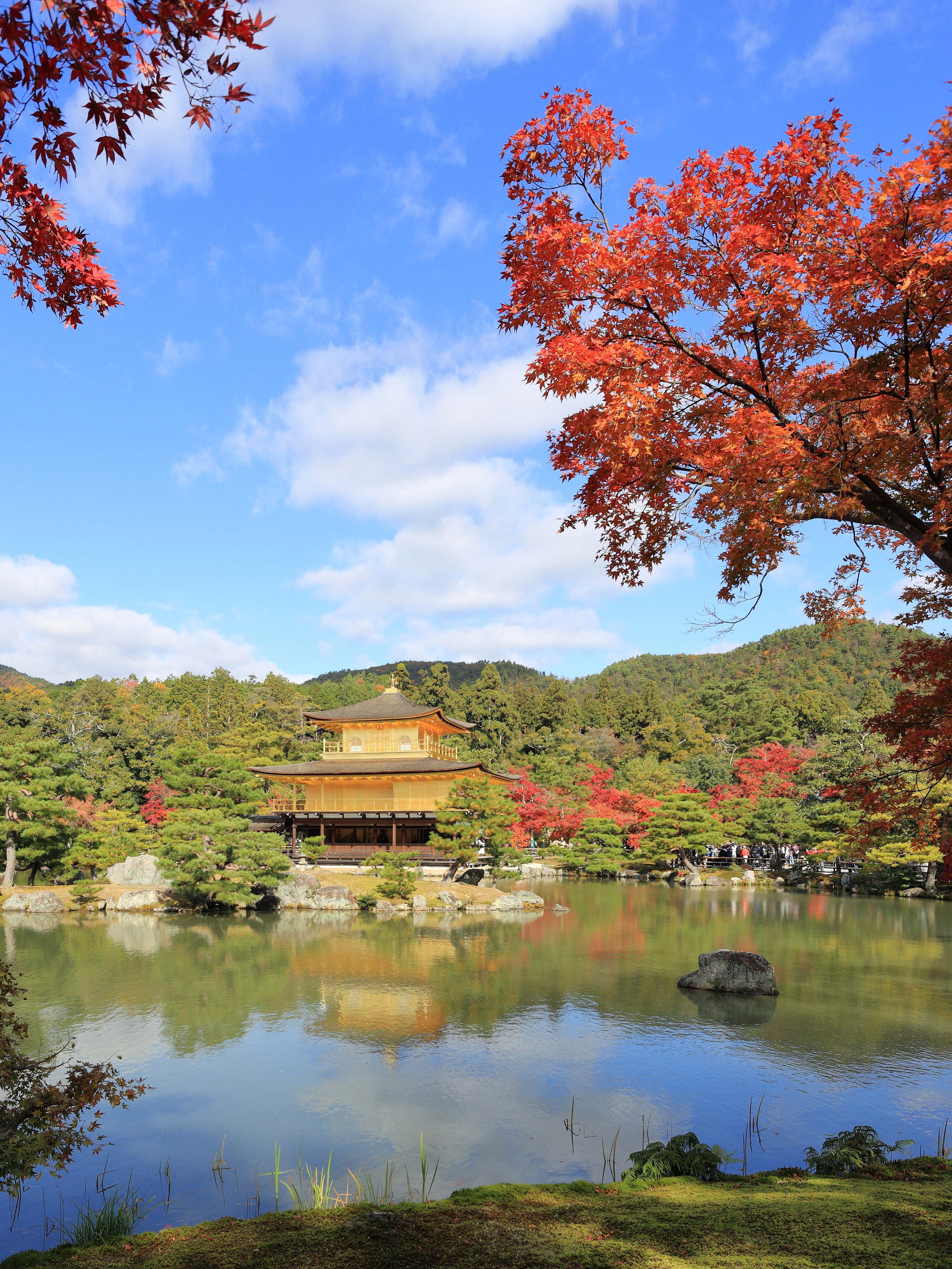
Während der Herbstlaubfärbung

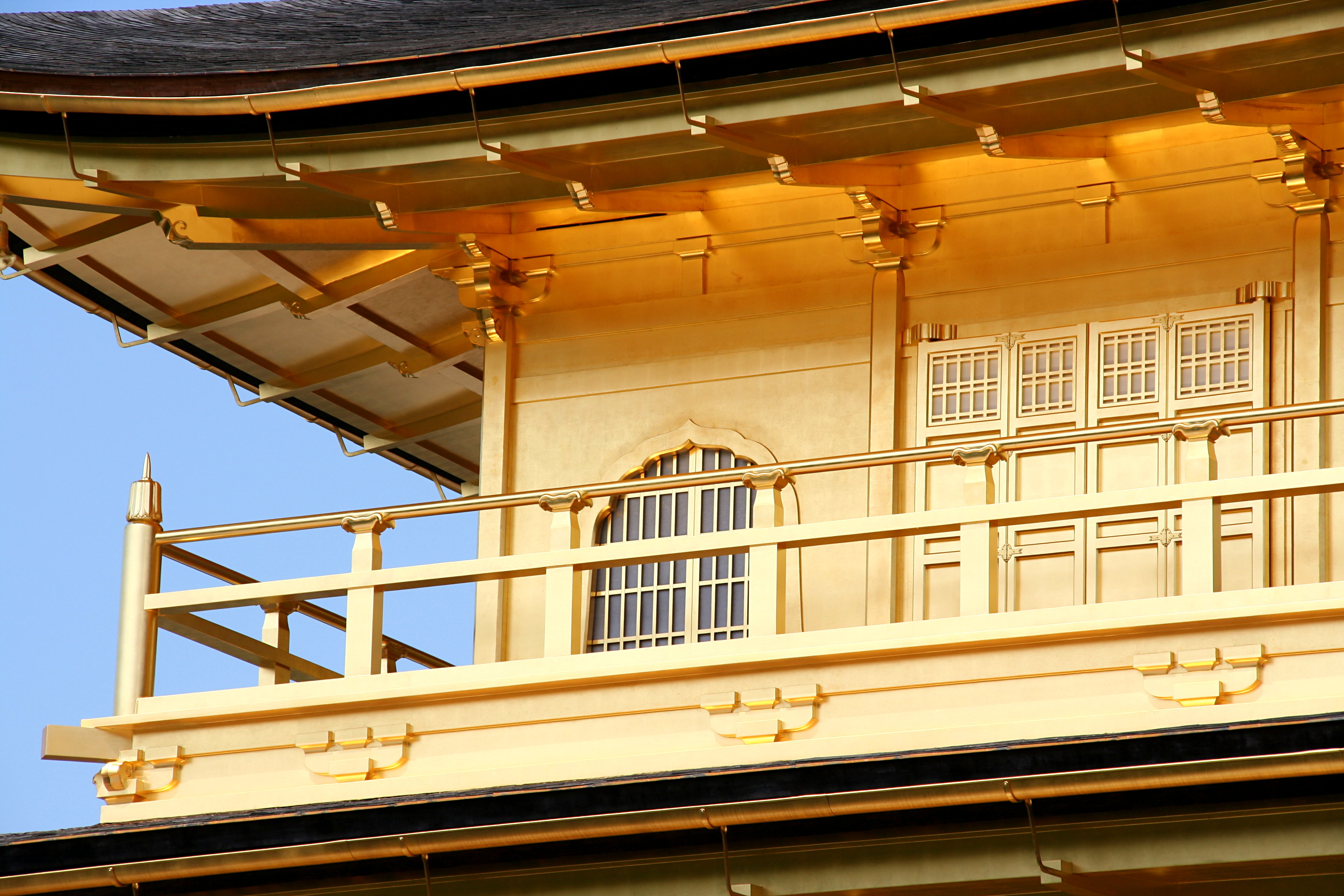
Nahaufnahme des Kinkaku

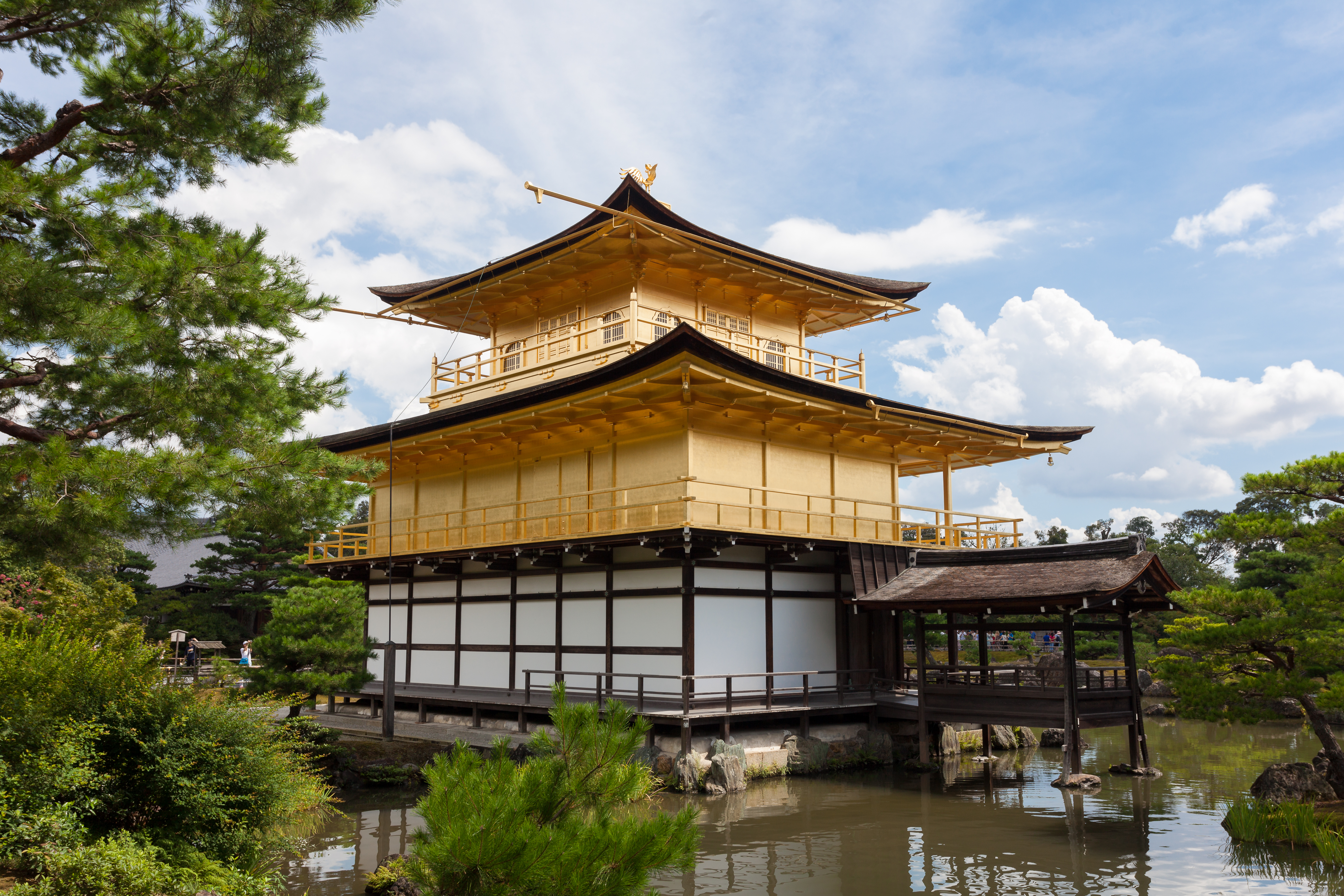
Rückseite des Pavillons

Kinkaku-ji (japanisch 金閣寺, dt. „Goldener-Pavillon-Tempel“), eigentlich Rokuon-ji (鹿苑寺, dt. „Rehgarten-Tempel“), ist ein buddhistischer Tempel im Nordwesten der japanischen Stadt Kyōto.
Bekannt ist die Tempelanlage für die Shariden (舎利殿, „Reliquienhalle“), deren obere Stockwerke vollständig mit Blattgold überzogen sind und die daher als Kinkaku (金閣), „Goldener Pavillon“, bezeichnet wird. Wegen der Bekanntheit des Pavillons wird heutzutage für die gesamte Anlage der Name Kinkaku-ji verwendet.

## Historischer Kontext
Während der Muromachi-Zeit, Ende des 14. Jahrhunderts, erlebte das mittelalterliche Japan unter dem Shōgun Ashikaga Yoshimitsu eine der politisch und wirtschaftlich stabilsten Phasen. Damit bot dieser geschichtliche Abschnitt den Nährboden für eine der florierendsten und innovativsten Kulturepochen der japanischen Geschichte, die sogenannte Kitayama-Kultur (北山文化, Kitayama bunka).

### Der Aufstieg der Ashikaga
1331 läutete Kaiser Go-Daigo (1288–1339) mit seiner Kemmu-Restauration den Niedergang des Kamakura-Shōgunats ein und schuf damit eine grundlegende Neuordnung wirtschaftlicher und politischer Verhältnisse. Ein Jahr später, 1332, eroberte er zusammen mit dem Militärführer Ashikaga Takauji (1305–1358) Kyōto und schlug das Kamakura-Shōgunat endgültig nieder. Interessendivergenzen zwischen Go-Daigo und Ashikaga Takauji führten 1335 zu Kämpfen zwischen dem Kaiser und dem Militärführer. Doch der Sieg lag auf Seiten der Ashikaga-Familie. Es gelang Ashikaga Takauji im Jahre 1336 Kyōto einzunehmen und zwei Jahre später den Titel des Shōguns zu erlangen. Go-Daigo floh mit seinen Gefolgsleuten nach Yoshino im Süden der Hauptstadt und etablierte dort den „Südhof“. Erst nach 60 Jahren (1392) konnte der daraus resultierende Krieg zwischen den sogenannten „Nord- und Süd-Dynastien“ beigelegt werden. Mit dem Ende der Kämpfe ging eine Neuverteilung der politischen Macht einher. Die grundlegendste Veränderung bestand in der endgültigen politischen Entmachtung des Hofes zugunsten des neuen Shōgunat und seiner Vasallen. Sein Sitz lag nun nicht mehr in Kamakura, sondern im Muromachi-Viertel von Kyōto. Dennoch blieb das Ashikaga-Shōgunat weitgehend eine instabile Kriegerhegemonie und somit langfristig nur eine politische Übergangslösung.

### Ashikaga Yoshimitsu
Mit Ashikaga Yoshimitsu (1358–1408), dem Enkel Takaujis und somit dritten Shōgun der Ashikaga-Dynastie, begann eine der kulturell bemerkenswertesten Perioden des japanischen Mittelalters.
Ashikaga Yoshimitsu gelang es, trotz der immer wankenden Machtverhältnisse, eine Zeit relativer Stabilität und inneren Friedens zu gewährleisten. Im Kindesalter zum Shōgun ernannt und in jungen Jahren bereits zahlreichen militärischen Problemen ausgesetzt, verpflichtete sich Yoshimitsu zunehmend kulturellen Bereichen und entwickelte sich zu einem großen Kunstmäzen. Stets nach Ansehen strebend, setzte Yoshimitsu Religion und verschwenderischen Luxus ein, um seinen sozialen Status zu erhöhen. Unter ihm entwickelte sich schließlich die sogenannte Kitayama-Kultur, deren Höhepunkt an das Ende seiner Regierungszeit gelegt werden kann (um 1392).

## Kultureller Hintergrund

### Die Kitayama-Kultur
Die kulturelle Blütezeit im 14. Jahrhundert ist nach dem Landhaussitz Yoshimitsus benannt (北山 kitayama, „Nordberg“). Der Erfolg der Kitayama-Kultur beruht vor allem auf ihrer klassenübergreifenden Ausrichtung. So profitierte nicht nur die höfische Elite von ihren Künsten, sondern auch das Kleinbürgertum konnte Ansehen und Ruhm erlangen.
Vor allem die militärische Aristokratie widmete sich zunehmend den feinen Künsten. Den höfischen Traditionen und Normen nacheifernd, wuchs das Interesse und der Raum für klassische Kunstfertigkeiten, die zuvor meist dem Hofadel und dem Klerus vorbehalten waren. Vermischt mit Strömungen chinesischer Kultur entwickelten sich während der Kitayama-Kultur die heute als „traditionell japanisch“ geltenden Künste wie das Nō-Theater, die Teezeremonie, die Tuschemalerei (水墨, Suiboku) und die Landschaftsgärtnerei.
Mit zunehmenden kulturellen Einflüssen aus China (Yoshimitsus erneuertes Handelsabkommen mit der benachbarten Großmacht sorgte für reichlich technische, künstlerische und religiöse Importe) wuchs zeitgleich die Rolle der Zen-Klöster.

### Die Rolle des Buddhismus
Bereits im japanischen Frühmittelalter, während der Herrschaft der Hōjō-Regenten in Kamakura (13. Jahrhundert), pflegte die Kriegeraristokratie einen bemerkenswert religiösen Eifer. Besonders der Zen-Buddhismus erlangte große Popularität, da sich seine Grundsätze in den Idealen der Militärelite widerspiegelten. Viele Männer der kriegerischen Führungsschicht zogen sich nach ihrer politischen Karriere in Klöster zurück, auf der Suche nach Ruhe und Beständigkeit. Auf der anderen Seite stellten die Klöster einen Pool an Kunst, Kultur und Wissenschaft. Geistliche dienten nicht selten dem Militär als Ratgeber und Schreiber. Mit dem verstärkten Austausch zwischen China und Japan unter Ashikaga Yoshimitsu stieg sowohl die Verbreitung elaborierter Künste, wie Literatur und Architektur, als auch die Anzahl an Zen-Tempeln in Japan. Yoshimitsu selbst fand in seiner Kindheit kurzzeitig Unterschlupf in einem Zen-Kloster und wurde auch in seinem späteren Leben stets von Geistlichen der Zen-Schule beraten. Es ist als ein Zeichen seines Wohlwollens gegenüber dem Zen zu sehen, dass er die Tempelanlage erbaute, in welcher sich der „Goldene Pavillon“ befindet.

## Kinkaku-ji

### Entstehung
1394 legte Yoshimitsu mit 37 Jahren das Amt des Shōguns zugunsten seines Sohnes nieder und wirkte fortan als Großkanzler. Frei von offiziellen politischen Verpflichtungen konzentrierte er sich in den darauf folgenden Jahren primär auf die Erbauung seines Alterssitzes. Er übernahm den heruntergekommenen Palast des Saionji-Clans – einem Teil des nördlichen Zweigs der Fujiwara-Familie – im Norden Kyōtos, welchen er wiederaufbaute und renovierte. Bekannt als Kitayama-Palast (北山大, Kitayamadai) wurde aus diesem der Hauptsitz des ehemaligen Shōguns. Besondere Aufmerksamkeit schenkte Yoshimitsu jedoch der Konstruktion des dazugehörigen Pavillons. 1397 ließ er den sogenannten Kinkaku-ji als sein Denkmal erbauen.
Der „Goldene Pavillon“ diente ursprünglich als Reliquien-Halle (jap. shariden) und wurde nahe dem Kitayama-Palast gebaut. Beide Gebäude gehören zu dem Rinzai-Zen-Tempelkomplex Shōkoku-ji. Gründung und Verwaltung wird dem engen Vertrauten Yoshimutsus und Zenmeister Musō Soseki (1275–1351) zugeschrieben.

### Architektur

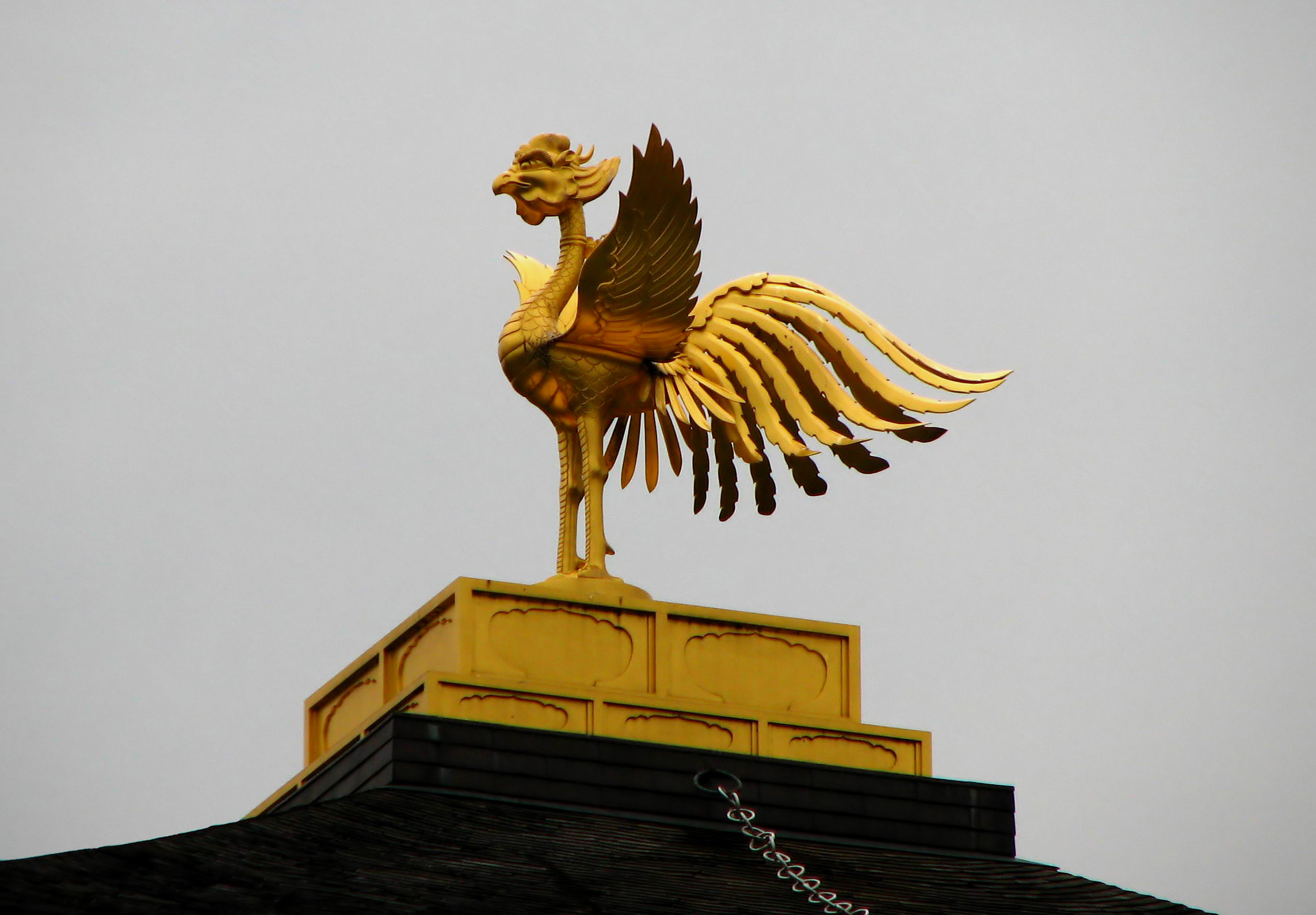
Fenghuang auf dem Dach

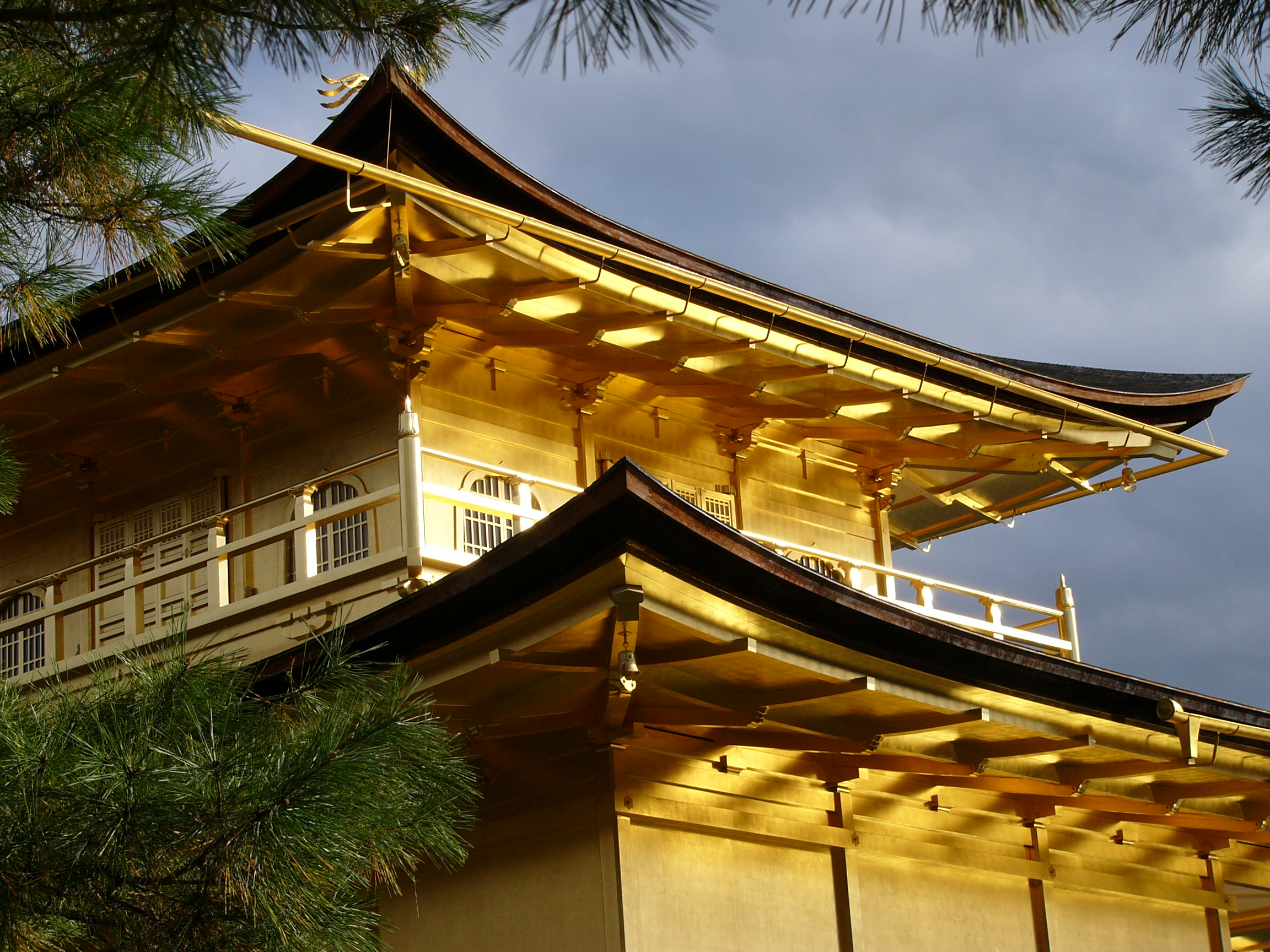
Sonnenlicht auf dem goldenen Pavillon

Die gesamte Architektur vereint unterschiedliche japanische Stile und ist gleichzeitig von chinesischen Bauelementen beeinflusst.
Der fragile Pavillon besteht im Wesentlichen aus drei Geschossen unterschiedlichen Stils, umringt von Rundbalkonen.
Das Erdgeschoss ist dem Palast-Baustil der Fujiwara-Zeit (寝殿造, shinden-zukuri-Stil) nachempfunden. Als Hōsui-in (法水院, „Tempel des Dharma-Wassers“) bekannt, spiegelt dieser Teil des Gebäudes den klassisch-eleganten Stil der Heian-Periode wider. Im Inneren findet man einen der größten Schätze des Kinkaku-ji, die Amida-Triade (auch Shakyamuni-Triade).
Angelehnt an die Bauweise von Samurai-Häusern (武家造, buke-zukuri-Stil), kann das erste Obergeschoss, das sogenannte Chōondō (潮音洞, „Grotte der Wellenklänge“), stilistisch in die Kamakura-Zeit datiert werden. Dieses Geschoss beherbergt Darstellungen des weiblich vorgestellten Bodhisattvas Kannon.
Das zweite Obergeschoss entspricht dem Stil chinesischer Zen-Tempel (karayo-Stil), entsprechend wird es als Kukkyōchō („überwältigender Gipfel“) bezeichnet. In diesem reich verzierten Stockwerk mit den halbrunden Fenstern befinden sich verschiedene Bodhisattva-Bildnisse.
Die Dächer sind leicht nach außen geschwungen, im Stil der Pagoden. Niedrige Deckenhöhen und schmale Säulen unterstreichen zusätzlich die filigrane Optik des „Goldenen Pavillons“.
Berühmt für ihre Außenverkleidung, präsentieren sich die beiden oberen Geschosse mit Lack bestrichen und mit reinem Gold plattiert.
Gekrönt ist der Bau mit einem goldenen Fenghuang, einem sagenumwobenen Vogel, häufig verknüpft mit der chinesischen Mythologie.
Die Goldplattierung verleiht dem Pavillon seinen Namen und lässt ihn wortwörtlich strahlen. Trifft Sonnenlicht auf die Konstruktion, entfaltet der Kinkaku-ji seinen eigentlichen Reiz. Mit der Lichteinstrahlung leuchtet das Gold hell an den Wänden der Konstruktion, spiegelt sich im davorliegenden Teich und macht die berühmte Aura des Goldenen Pavillons für den Betrachter offensichtlich. Es heißt, die äußere Goldverkleidung sei erst nachträglich, Jahre nach Yoshimitsus Tod, ergänzt worden, so wie es der dritte Ashikaga-Shōgun noch zu Lebzeiten vorgesehen hatte.

### Landschaft
Der „Goldene Pavillon“ liegt im bergumsäumten Nordwesten Kyōtos, im Stadtbezirk Kita-ku.
Umgeben von einer weitläufigen, vor allem mit Bäumen und Sträuchern bepflanzten Grünanlage, liegt der Kinkaku-ji am Rande eines großen Sees, dem Kyōkochi-Teich. Bewusst dezent eingebettet in seine natürliche Umgebung, sticht der Pavillon keineswegs grell heraus, sondern schmiegt sich dezent in die Parklandschaft. Dies entspricht dem ästhetischen Empfinden der Muromachi-Zeit. Demnach sollten die Gärten und Tempelanlagen die buddhistische Weltsicht veranschaulichen, sich möglichst kontrastfrei und fließend in das natürliche Umfeld einfügen und somit eine harmonische Beziehung zwischen Natur und Mensch widerspiegeln.

## Der Kinkaku-ji nach dem 14. Jahrhundert
Nach dem Tod Ashikaga Yoshimitsus im Jahre 1408 wandelte sein Sohn den Privatbesitz getreu dem Wunsch seines Vaters in eine Tempelanlage der Rinzai-Sekte um.
Während der Ōnin-Kriege (1467–1477) brannten die meisten der zum Shōkoku-ji gehörenden Tempel mehrmals nieder, der Pavillon aber überstand die Kämpfe.
In der Meiji-Zeit verlor der Rokuon-ji und damit auch der „Goldene Pavillon“ seine finanzielle Unterstützung, konnte aber durch die Bemühungen der Äbte 1894 wieder für die Öffentlichkeit geöffnet werden.
Am 2. Juli 1950 fiel der Kinkaku-ji der Brandstiftung eines buddhistischen Klerikers zum Opfer, welcher die Schönheit des Pavillons nicht ertragen konnte. Dieses Ereignis hielt der Schriftsteller Mishima Yukio 1956 in seinem Buch „Kinkakuji“ (deutsch: Der Tempelbrand, 1961) fest. 1955 gelang es, eine genaue Replik des „Goldenen Pavillons“ zu rekonstruieren und den Kinkaku-ji wieder aufzubauen, wobei sein Status als Nationalschatz jedoch verloren blieb. Bei Restaurierungsarbeiten im Jahre 1987 wurden die Wände mit neuem Lack ausgebessert und die Goldplattierungen erneuert.
1956 wurde die Gartenanlage zur Besonderen historischen Stätte (tokubetsu shiseki) erklärt. Seit 1994 zählt der Kinkaku-ji zusammen mit anderen Stätten zum UNESCO-Weltkulturerbe „Historisches Kyōto (Kyōto, Uji und Ōtsu)“.
Auch heute noch ist der „Goldene Pavillon“ ein beliebtes Touristenziel und einer der meistfotografierten Tempel von Kyōto. Die Popularität der Stätte wird weitgehend genutzt, um Bedeutung und Geschichte des Buddhismus weiterhin im Bewusstsein der Besucher zu halten.

## Zeittafel

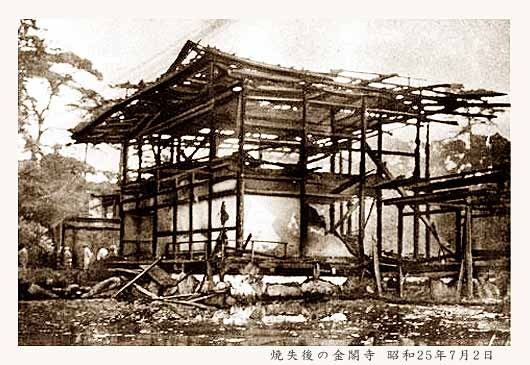
Das durch Brand zerstörte Bauwerk im Jahr 1950

- 1397 Errichtung des „Goldenen Pavillons“
- 1408 Umwandlung zum Rinzai-Tempelkomplex
- 1467–1477 Ōnin-Kriege, Zerstörung eines Großteils der Tempelanlage
- 1894 Wiedereröffnung der Tempel nach finanzieller Krise
- 1950 Der „Goldene Pavillon“ wird durch Brandstiftung zerstört
- 1955 Wiederaufbau des Kinkaku-ji
- 1987 Restaurierungsarbeiten
- 1994 Ernennung zum UNESCO-Weltkulturerbe